# Cryptodus oblongoporus
Cryptodus oblongoporus är en skalbaggsart som beskrevs av Leon Fairmaire 1877. Cryptodus oblongoporus ingår i släktet Cryptodus och familjen Dynastidae. Inga underarter finns listade i Catalogue of Life.